# Ternstroemia bancana
Ternstroemia bancana är en tvåhjärtbladig växtart som beskrevs av Friedrich Anton Wilhelm Miquel. Ternstroemia bancana ingår i släktet Ternstroemia och familjen Pentaphylacaceae. Inga underarter finns listade i Catalogue of Life.